# Topobea induta
Topobea induta  es una especie de árbol perteneciente a la familia Melastomataceae. Se encuentra en Ecuador. 

## Descripción
Endémica de este de Ecuador, donde se le conoce sólo de la colección original en el Río Tigre, cerca de Mera (Provincia de Pastaza), al parecer, a finales del siglo XIX. La taxonomía de la especie es incierto, en parte porque la especie tipo fue destruida en el herbario de Berlín durante la Segunda Guerra Mundial. Un registro de Zamora-Chinchipe puede basarse en una identificación incorrecta.

## Taxonomía
Topobea induta fue descrita por Friedrich Markgraf y publicado en Notizblatt des Botanischen Gartens und Museums zu Berlin-Dahlem 15: 382. 1941.